# Била си девојчица година мојих
Била си девојчица година мојих је први студијски албум певача Ипчета Ахмедовског. Албум је издат 1986. године на грамофонској плочи и касети. Пратеће вокале на албуму је певала Гоца Божиновска.

## Песме
На албуму се налазе следеће песме:

## Информације о албуму
- Музика на песмама: Раде Вучковић

- Текстови на песмама: 1, 2, 5, 8 Раде Вучковић; 3, 4, 6, 7 Гордана Божиновска

- Аранжмани на песмама: Томица Миљић